# Nova Hrîhorivka, Berezivka
Nova Hrîhorivka (în ucraineană Нова Григорівка) este un sat în comunei Striukove din raionul Berezivka, regiunea Odesa, Ucraina.

## Demografie
Componența lingvistică a localității Nova Hrîhorivka
     Ucraineană (92,31%)
     Română (6,15%)
     Alte limbi (1,54%)
Conform recensământului din 2001, majoritatea populației localității Nova Hrîhorivka era vorbitoare de ucraineană (92,31%), existând în minoritate și vorbitori de română (6,15%).